# Проголошення про календи, нони та іди
Великого книжника Антіохійського Проголошення про календи, нони та іди до деякого друга його («Великаго книжника Антиохиискаго о каландѣхъ и о нонѣхъ и о идусѣхъ възъглашение к нѣкимъ другомъ его») — перекладний астрономічний давньоруський твір у вигляду статті в додатку до списків давньослов'янських збірок Кормчих книг, присвячений давньоримському календарю.

## Історія та зміст
«Проголошення…», перекладене з якогось візантійського тексту VI століття, було відоме на Русі з XI століття. Однак воно не набуло поширення поза Кормчими книгами, оскільки давньоримський календар з мінусовим значенням чисел не був поширений на Русі. У всіх списках «Проголошення…» містилося у повному вигляді, з таблицями відповідності календ, нон та ід загальнопоширеному календарю. Лише в Синодальному списку ця стаття була значно скорочена, в ній опущено таблиці та залишено лише вступ з розповіддю про давньоримський календар.
«Проголошення…» оповідає, що римляни спочатку мали місячний календар, який потім був замінений сонячним з 365 днями на рік, а також додатково «вісекост» кожен четвертий рік. Далі розповідається про календи, нони та іди, їх походження, значення цих слів і рахування днів з прикладами. Наприкінці дано календар на весь рік з 1 січня, із зазначенням відповідного рахування за календами, ідами й нонами.
У XII століття у Новгороді матеріали «Проголошення…» використали для датувань у літописних статтях 6644 і 6645 років у Новгородському першому літопису.
У давньоруському перекладі автором тексту «Проголошення…» названо Великого Антіохійського книжника. Це неясне визначення створює значні труднощі для точного визначення його особистості. До того ж, грецький оригінал цього твору так і не знайдений.
П. В. Кузенков виконав детальний аналіз давньоруського тексту, його сучасну наукову публікацію та переклад російською мовою.

## Питання авторства
Спочатку була висловлена думка (Володимиром Бенешевичем), що автор тексту «Проголошення…» — Реторій Єгипетський. З цим погодилися деякі дослідники давньоруської літератури (Я. М. Щапов, М. В. Корогодіна), натомість як інші критикували це припущення було (Й. Зондеркамп, П. В. Кузенков). Зараз «Проголошення про календи, нони та іди» попередньо приписують Івону Малалі (П. В. Кузенков).